# Louisville Vandtårn
Louisville Vandtårn beliggende i Louisville, Kentucky er det ældste ornamentale vandtårn i verden, idet det er bygget i 1856 før det mere kendte Chicago Vandtårn. Både selve vandtårnet og det tilhørende vandværk er med i National Register of Historic Places. Ligesom Fairmount Water Works i Philadelphia (designet i 1812, bygget i 1819-22), er vandværkets industrielle væsen forklædt i form af et græsk tempel-kompleks.

## Historie
Inspirationen til Louisville Vandtårns arkitektur kom fra den franske arkitekt Claude Nicolas Ledoux, som flettede "arkitektonisk skønhed med industriel effektivitet".
Efter udbruddet af den anden kolerapandemi i USA (1832), fik Louisville i 1830'erne og 40'erne  øgenavnet "graveyard of the west" (vestens kirkegård) grundet det forurenede lokale vand, der gav byens borgere kolera og tyfus på epidemisk niveau. Dette skyldtes, at borgerne brugte vandet fra private forurenede brønde. Derfor blev beslutningen om at oprette Louisville Water Company taget af Kentucky General Assembly den 6. marts 1854. 

## Vandtårnet i dag
Tårnet har siden 1977 været lejet ud til Louisville Visual Arts Association, som holdet kunstudstillinger i det. De afholder desuden en årlig fest i forbindelse med Great Steamboat Race. Andre årlige events inkluderer en kunstauktion.